# Tout nous sourit
Pour plus de détails, voir Fiche technique et Distribution.
Tout nous sourit est une comédie franco-belge coécrite et réalisée par Mélissa Drigeard, sortie en 2020.

## Synopsis
Audrey et Jérôme, respectivement présentatrice de télévision et journaliste de presse écrite, sont mariés et ont trois enfants, désormais adolescents. Tous deux vivent des relations adultérines, l'une avec un restaurateur italien, l'autre avec une jeune étudiante qui réalise un stage dans son magazine. Lors d'un week-end où ils trouvent un prétexte professionnel pour s'absenter, ils ont la même idée : profiter de leur relation secrète dans la maison de campagne des parents d'Audrey.

## Fiche technique
Sauf indication contraire, les informations mentionnées dans cette section peuvent être confirmées par les bases de données cinématographiques IMDb et Allociné,  présentes dans la section « Liens externes ».
- Titre original : Tout nous sourit
- Réalisation : Mélissa Drigeard
- Scénario : Mélissa Drigeard et Vincent Juillet
- Musique : Brad Thomas Ackley
- Décors : Marianne Arsa Thomas
- Costumes : Frédéric Cambier
- Photographie : Myriam Vinocour
- Son : Cédric Deloche
- Montage : Baptiste Druot
- Production : Julien Madon
- Sociétés de production : Single Man, en coproduction avec JM Films, UGC, France 2 Cinéma, RTBF, Voo, BeTV, Gapbusters, Hands Up, Shelter Prod, en association avec la SOFICA Sofitvciné 6
- Sociétés de distribution : UGC (France)
- Pays de production :  France,  Belgique
- Langue originale : français
- Format : couleur - 2,35:1
- Durée : 101 minutes
- Genre : comédie
- Dates de sortie : 
  - France : 16 janvier 2020 (Festival de l'Alpe d'Huez) ; 20 octobre 2021 (sortie nationale)

## Distribution
Sauf indication contraire, les informations mentionnées dans cette section peuvent être confirmées par les bases de données cinématographiques IMDb et Allociné,  présentes dans la section « Liens externes ».
- Elsa Zylberstein : Audrey Pottier
- Stéphane De Groodt : Jérôme
- Guy Marchand : Henri Pottier, le père d'Audrey
- Anne Benoit : Suzanne Pottier, la mère d'Audrey
- Émilie Caen : Valérie Pottier, la sœur d'Audrey
- Karidja Touré : Yseult, la maîtresse de Jérôme
- Giovanni Cirfiera : Alberto, l'amant d'Audrey
- Chine Thybaud : Juliette, la fille d'Audrey et Jérôme
- Grégoire Didelot : David, le fils aîné d'Audrey et Jérôme
- Baptiste Clavely : Étienne, le fils cadet d'Audrey et Jérôme
- Rio Vega : Bastien, un ami de Juliette et David
- Adil Dehbi : Karim, un ami de Juliette et David
- Jeanne Arènes : l'animatrice du concours de poésie
- Alexis Trégarot : le présentateur de télévision
- Mélissa Drigeard : Sylvie, une candidate du concours de poésie
- Vincent Juillet : le randonneur
- Sophie Hansen[2] : la randonneuse

## Sortie
Le film est projeté pour la première fois lors du Festival international du film de comédie de l'Alpe d'Huez 2020, où il est en compétition.
En raison de la pandémie de Covid-19 et des prolongations de fermeture des cinémas, la sortie en salles en France est reportée à plusieurs reprises : initialement prévue le 8 avril 2020, elle est ensuite annoncée pour le 11 novembre 2020 puis le 23 décembre 2020, et le film sort finalement plus d'un an après la date initiale, le 20 octobre 2021.

## Distinctions
Sauf indication contraire, les informations mentionnées dans cette section peuvent être confirmées par les bases de données cinématographiques IMDb et Allociné,  présentes dans la section « Liens externes ».
- Festival international du film de comédie de l'Alpe d'Huez 2020[4] : 
  - Prix spécial du jury
  - Prix d'interprétation féminine pour Elsa Zylberstein
  - Prix d'interprétation masculine pour Stéphane De Groodt